# Вскрытие (альбом)
«Вскрытие» — первый и единственный студийный музыкальный альбом свердловской рок-группы «Кабинет», записанный в 1986 году. С момента выпуска имел хождение как магнитоальбом. Через 10 лет, уже после распада группы, официально издан на CD фирмой En Face Tutti Records. Является единственной официально выпущенной записью коллектива.

## Об альбоме
Альбом начал записываться после первых дебютных выступлений группы, в конце лета 1986 года. Звукорежиссёром и сопродюсером записи выступил Александр «Полковник» Гноевых, который ранее записывал альбомы «Сонанса» и «Трека», где играли Игорь Скрипкарь и Александр Пантыкин.

 …Наряду с традиционными средствами, в записи были задействованы духовой и камерный оркестры, а также женский хор. Группа показала, что даже в бытовых условиях можно добиться блестящего результата, и тем самым во многом изменила отношение к работе музыкантов рок-клуба…— Из аннотации к переизданию на CD 
Композиция «Баллада» из альбома вошла в компиляцию «45 минут в воскресной студии», выпущенной на «Мелодии» по результатам конкурса молодых исполнителей популярной музыки радиостанции «Юность» (номер LP по каталогу фирмы — С60 26349 003) в 1987 году.

Автор большинства текстов альбома Аркадий Застырец, позже, в 1992 году вспоминал о работе над альбомом: 
...в альбоме с нелепым Шуриковским названием «Вскрытие» они попытались возродить самые кондовые трековские традиции, на этот раз, как вы уже догадались, при участии Шурика. Это была самая неудачная моя работа. На сей раз я уже не боролся и с первой попытки выдавал то, чего от меня ждали. Надуманные аранжировки довершили дело. Полковник был в восторге от моих текстов. Я был в восторге от его технических ухищрений. Вообще все участники этого проекта восторгались друг другом. На том восторги по поводу «Вскрытия» И исчерпались. Лично мне «Вскрытие» показало нечто большее - что пора вовсе завязывать с этой работой, пора перелистнуть эту страничку, закономерно, как я пытался здесь показать, вписанную в книгу моей жизни, но не способную целиком исчерпать ее предопределенное содержание

## Список композиций
| №  | Название                     | Текст песни | Музыка                    | Аранжировка                        | Длительность |
| -- | ---------------------------- | ----------- | ------------------------- | ---------------------------------- | ------------ |
| 1. | «Ритуал»                     | А. Застырец | И. Скрипкарь              | И. Скрипкарь                       | 2:10         |
| 2. | «Фактор»                     | А. Застырец | И. Скрипкарь              | И. Скрипкарь, А. Пантыкин          | 4:18         |
| 3. | «Ящик»                       | А. Застырец | И. Скрипкарь, А. Пантыкин | И. Скрипкарь, А. Пантыкин          | 4:05         |
| 4. | «Талисман»                   | А. Застырец | И. Скрипкарь              | И. Скрипкарь, А. Пантыкин          | 4:38         |
| 5. | «Возвращение» (инструментал) |             | И. Скрипкарь, А. Пантыкин | А. Пантыкин                        | 4:03         |
| 6. | «Новый день»                 | А. Застырец | И. Скрипкарь              | И. Скрипкарь, А. Пантыкин          | 7:01         |
| 7. | «Баллада»                    | А. Застырец | И. Скрипкарь              | И. Скрипкарь, А. Пантыкин, М.Перов | 5:04         |
| 8. | «Взгляд»                     | Е. Карзанов | И. Скрипкарь              | И. Скрипкарь, А. Пантыкин          |              |

## Участники записи
Кабинет:
- Игорь Скрипкарь — вокал, бас-гитара, перкуссия (1), клавишные (6,8), продюсер
- Сергей Рютин — электрогитара, акустическая гитара (7)
- Александр Пантыкин — клавишные, вокал (1), перкуссия (1), продюсер
- Андрей Котов — ударные

Приглашенные участники записи:
- Иван Савицкий (ex-«Сонанс» и «Урфин Джюс») — вокал (1), перкуссия (1), клавишные (2)
- Алексей Хоменко (позже в «Наутилусе») — клавишные (4,5)
- Михаил Архипов (позже вошёл в концертный состав группы) — альт-саксофон (4,6)
- Юрий Шергин — акустические гитары (7)
- Анастасия Полева — вокал (6)

Духовой оркестр на «Ритуале»:
- В. Шубин — флейта
- Л. Берстенев — кларнет
- И. Невьянцев — кларнет
- А. Кинев — валторна
- И. Братанов — труба
- Г. Немченко — корнет
- А. Дружинин — корнет
- М. Кукин — альт-саксофон
- Д. Нифонтов — тенор-саксофон
- А. Осинцев — альт (голос)
- А. Берсенев — альт
- А. Сумбаев — тенор
- Д. Дубрович — баритон
- И. Петрунин — баритон
- С. Курлович — бас
- В. Зайков — малый барабан
- Ю. Плиска — большой барабан

Хор в «Талисмане»:

Сопрано:
- Н. Аполенская
- И. Щекалева
- С. Микусий
- О. Телеш
- Л. Веденская
- О. Пикалова

Меццо-сопрано:
- Т. Дмитриева
- Ж. Питерских
- Ф. Шнайдмиллер
- Л. Цивилева
- Н. Старшинина

Струнный оркестр на «Новом дне»:
- Н. Легранд — первая скрипка
- О. Доронина — первая скрипка
- Н. Старшинина — вторая скрипка
- П. Баранов — вторая скрипка
- А. Шейнгезихт — альт
- А. Топоркова — альт
- О. Ведерников — виолончель
- Л. Маркелова — виолончель
- И. Фаршатова — флейта
- И. Горновская — гобой
- А. Майоров — фагот

Технический персонал:
- Александр «Полковник» Гноевых —— звукорежиссёр, продюсер

Оформление альбома — Ильдар Зиганшин